# Pajala revir
Pajala revir var ett skogsförvaltningsområde inom Luleå överjägmästardistrikt, Norrbottens län, som omfattade Pajala och Karesuando socknar samt Muonionalusta kapellförsamling. Reviret var indelat i fem bevakningstrakter. Det omfattade vid 1910 års slut 459 582 hektar allmänna skogar, varav sex kronoparker om totalt 155 802 hektar.